# Ana Carolina Cannone
Ana Carolina Cannone (Araçatuba, 21 febbraio 1995) è una calciatrice brasiliana naturalizzata italiana, di ruolo difensore.
In carriera ha giocato nel campionato italiano, con il Como 2000, ottenendo il primo posto in Serie A2 2010-2011 e il conseguente accesso in Serie A, e in quello svizzero, legandosi al Lugano 1976 per quattro stagioni ottenendo come migliore risultato un secondo posto al termine del campionato 2018-2019. Ha inoltre indossato la maglia delle nazionali giovanili dell'Italia Under-17, Under-19 e Under-20.

## Palmarès
- Campionato italiano di Serie A2: 1

Como 2000: 2010-2011